# Tertiapatus dominicanus
 Tertiapatus dominicanus  ist eine fossile Stummelfüßer-Art, die in Bernstein aus der Dominikanischen Republik auf der Karibik-Insel Hispaniola gefunden wurde. Sie ist neben Succinipatopsis balticus der einzige bekannte Vertreter dieses Tierstamms aus dem gesamten Tertiär.
Aufgrund des Zusammenfallens des Fundorts mit dem Verbreitungsgebiet moderner Stummelfüßer aus der Familie der Peripatidae ist nicht auszuschließen, dass es sich bei der Art um ein Mitglied dieses Taxons handelt – aufgrund des Erhaltungszustands des Fossils ist es jedoch nicht möglich, dies zu beweisen.
Der Holotyp der Art befindet sich heute im Bernstein-Museum der Oregon State University im US-Bundesstaat Oregon.

## Aussehen und Erhaltungszustand
Wie auch bei Succinipatopsis balticus ist nur ein Teil des Tierkörpers erhalten. Dieser ist etwas mehr als 4 Millimeter lang und weist 19 Beinpaare auf; in komplettem Zustand lag ihre Zahl vermutlich aber etwa doppelt so hoch. Die Beine selbst sind ungefähr 0,2 bis 0,25 Millimeter lang und haben einen Durchmesser von zwischen 0,12 und 0,20 Millimetern; im Unterschied zu den Gliedmaßen der modernen Arten weisen sie anscheinend keine Klauen am Fußende auf. Wie bei den modernen Arten liegt der Mund jedoch auf der Bauchseite.
Ansonsten besitzt der Körper an seinem Vorderende zwei etwa 0,45 Millimeter lange Antennen, die eine oberflächliche Ringung, sonst aber keine Musterung zeigen. Ihr maximaler Durchmesser beträgt etwa 0,1 Millimeter; am Antennenansatz befindet sich jeweils ein kleines Auge. 
Unterhalb der Antennen, aber ebenfalls an der Vorderseite des Kopfes lässt sich ein Paar Oralpapillen erkennen, Strukturen, die bei den heutigen Arten durch Verspritzen eines an der Luft klebrig werdenden Schleimes zur Verteidigung und zum Beutefang dienen. Dass dies bereits die Funktion der etwa 0,18 Millimeter langen und 0,08 Millimeter breiten Organe von Tertiapatus dominicanus war, lässt sich aus in direkter Nähe zu den Papillen auf beiden Seiten des Kopfes erkennbaren dunklen Flecken erschließen, die als Schleimablagerungen gedeutet werden. Da moderne Arten ihre Klebeflüssigkeit auch in Stresssituationen verspritzen, könnte es sich um eine Reaktion des Tiers auf den Einschluss durch das harzige Substrat handeln, das später zu Bernstein aushärtete.
Die schwach geringte und rotbraun gefärbte Außenhaut oder Epidermis weist zahlreiche feine, nur etwa 0,025 bis 0,038 Millimeter lange Härchen mit einem Durchmesser von ungefähr 0,01 Millimetern auf. Da die Pigmente der Haut erkennbar in den Bernstein diffundiert sind, sind sie vermutlich in organischen Lösungsmitteln, wie sie in Baumharzen häufiger vorkommen, löslich – eine Eigenschaft, die sich auch bei den modernen Vertretern der Peripatidae, nicht aber bei ihrer Schwestergruppe, den Peripatopsidae finden lässt.

## Alter und Einordnung
Der Bernstein, in dem das Fossil gefunden wurde, wurde anscheinend von stark harzenden Bäumen der Gattung Hymenea gebildet, die zu den Johannisbrotgewächsen (Caesalpinioideae) zählt. Er und wird heute auf ein Alter von 17 und 20 Millionen Jahre geschätzt; damit fällt die Lebenszeit der Art in die erdgeschichtliche Epoche des Miozän. 
Noch heute gibt es auf der Karibik-Insel Hispaniola Stummelfüßer, die allesamt der Familie Peripatidae zugeordnet werden. Ob es sich bei ihnen um Nachfahren von Tertiapatus dominicanus handelt, ist allerdings unbekannt, die Löslichkeit ihrer Hautpigmente kann hier nur als Indiz gewertet werden.
Taxonomisch wird die Art mit Succinipatopsis balticus zu einem Taxon Tertiapatoidea zusammengefasst. Dieses ist vermutlich als paraphyletische Formtaxon anzusehen, da es nicht alle Nachkommen des letzten gemeinsamen Vorfahren der Gruppe umfasst.
Zusammen mit einem kreidezeitlichen Fossil aus Myanmar, Cretoperipatus burmiticus, und der aus der erdgeschichtlichen Epoche des Karbon erhaltenen Art Helenodora inopinata bilden die beiden tertiären Arten den Gesamtbestand fossiler Stummelfüßer.